# クリスティアン・フリードリヒ・シュテファン
クリスティアン・フリードリヒ・シュテファン（Christian Friedrich Stephan、 1757年 - 1814年12月17日）はドイツ生まれで、ロシアで働いた医師、植物学者である。

## 略歴
ライプツィヒで生まれた。ライプツィヒ大学で医学を学んだ後、オランダのライデン大学で医学の学位を受け、ロシアに移り、1782年にサンクトペテルブルクで医師の資格を取り、軍医としてロシア各地で働いた。1786年にモスクワの医学アカデミー（当時は軍医療者の養成機関で後にモスクワ大学の医学部となる）の薬学、植物学の教授に任じられ、当時、小さな薬草園しか持たなかった、医学アカデミーのために植物園の拡充を提案し、新しい植物園には植物博物館が設けられ、シュテファンは1800の植物標本や鉱物コレクション、昆虫コレクションを寄付した。
1804年にモスクワでの仕事を止め、ライプツィヒに戻った後、サンクトペテルブルクの医学アカデミーの植物学の教授となり、アプトカルスキー島の植物園の監督にも任じられた。1809年から林業研究所で働き、1811年から林業研究所を監督した。後にサンクトペテルブルク植物園となる薬草園も短期間ではあるが管理した。サンクトペテルブルクで没した。
ロシアの植物相の研究で知られ、モスクワ周辺の植物を採集し、膨大な標本コレクションを作り上げた。標本の一部はベルリンのカール・ルートヴィヒ・ヴィルデノウによって研究され、また一部はモスクワ大学に残された。シュテファンの没後、蔵書とともに数千点の植物標本もサンクトペテルブルク植物園によって購入された。
ツヅラフジ科の植物の属の学名、Stephania（和名:ハスノハカズラ属）などに献名されている。

## 著作
- 1792. Enumeratio Stirpium agri Mosquensis. 63 pp.
- 1795. Icones plantarum mosquensium ad historiam plantarum sponte cirea Mosquam crescentium illus tandam. Decad. I et II", Мoscú
- 1804. Nomina plantarum, quas alit ager mosquensis et hortus privatus, San Petersburgo
- Description de deux nouveaux genres des plantes. Mém. de la Soc. Impériale des naturalistes de Moscou, т. I
- 1809. Plantae novae Sibiriae. Mém. de la Soc. Impériale des naturalistes de Moscou, т. II